# Argonautyki (Apollonios z Rodos)
Argonautyki – epos mitologiczny Apolloniosa z Rodos. Utwór opowiada o wyprawie Jazona i innych Argonautów po złote runo. Składa się z czterech ksiąg. Jest napisany heksametrem daktylicznym.
Utwór Apolloniosa z Rodos stał się źródłem inspiracji dla wielu innych twórców, między innymi Waleriusza Flakkusa i Ubalda Mariego.
Epos na język polski przełożyła Emilia Żybert-Pruchnicka.